# Lumbricillus tenuis
Lumbricillus tenuis är en ringmaskart som först beskrevs av Ude 1896.  Lumbricillus tenuis ingår i släktet Lumbricillus och familjen småringmaskar. Inga underarter finns listade i Catalogue of Life.